# Crosseyed Heart
Albums de Keith Richards
Main Offender
(1992)
Singles
1. Trouble
Sortie : 17 juillet 2015
2. Heartstopper
Sortie : 6 novembre 2015

Crosseyed Heart est le troisième album solo de Keith Richards, membre des Rolling Stones, sorti le 18 septembre 2015.
C'est le premier album en solo de Keith Richards depuis Main Offender publié en 1992. Il retrouve les mêmes musiciens qui l'accompagnent depuis Talk Is Cheap (1988) sous le nom de The X-Pensive Winos. Plusieurs invités comme Norah Jones ou Aaron Neville participent à l'enregistrement.
Cet album est réalisé par le guitariste des Rolling Stones pour se faire plaisir, car ses camarades n'étaient pas pressés de retourner en studio. Après la sortie de l'album, Keith convainc le groupe de retourner en studio pour sortir un nouvel album après la tournée en Amérique, qui s'intitulera Blue and Lonesome.

## Liste des titres
Toutes les chansons sont écrites et composées par Keith Richards et Steve Jordan sauf mentions.
| No  | Titre                                                                                      | Auteur                              | Durée |
| --- | ------------------------------------------------------------------------------------------ | ----------------------------------- | ----- |
| 1.  | Crosseyed Heart                                                                            | Keith Richards                      | 1:52  |
| 2.  | Heartstopper                                                                               |                                     | 3:04  |
| 3.  | Amnesia                                                                                    |                                     | 3:35  |
| 4.  | Robbed Blind                                                                               | Richards                            | 4:00  |
| 5.  | Trouble                                                                                    |                                     | 4:17  |
| 6.  | Love Overdue                                                                               | Gregory Isaacs                      | 3:28  |
| 7.  | Nothing on Me                                                                              |                                     | 3:47  |
| 8.  | Suspicious                                                                                 | Richards                            | 3:42  |
| 9.  | Blues in the Morning                                                                       |                                     | 4:25  |
| 10. | Something for Nothing                                                                      |                                     | 3:28  |
| 11. | Illusion (duo avec Norah Jones)                                                            | Richards, Steve Jordan, Norah Jones | 3:48  |
| 12. | Just a Gift                                                                                |                                     | 4:01  |
| 13. | Goodnight Irene                                                                            | Huddy Ledbetter, Alan Lomax         | 5:46  |
| 14. | Substantial Damage                                                                         |                                     | 4:21  |
| 15. | Lover's Plea                                                                               | Richards, Jordan, David Porter      | 4:23  |
| 16. | Love Overdue (featuring Lee Scratch Perry, bonus sur les exemplaires vendus chez Best Buy) | Isaacs                              | 3:30  |

## Musiciens
The X-Pensive Winos
- Keith Richards – chant, chœurs, guitare électrique et acoustique, basse, piano, claviers, piano électrique Wurlitzer, orgue Farfisa, sitar électrique, tiple
- Waddy Wachtel – guitare acoustique, électrique et slide, chœurs
- Steve Jordan – batterie, percussion, choeurs, vibraphone
- Ivan Neville (en) – claviers, orgue Hammond, piano électrique Wurlitzer, chœurs
- Sarah Dash (en), Babi Floyd – choeurs
- Bobby Keys – saxophone

Musiciens additionnels
- Norah Jones – chant sur Illusion
- Larry Campbell – pedal steel guitar, violon, fiddle
- Meegan Voss – chœurs
- Bernard Fowler – chœurs
- Aaron Neville – chœurs
- Blondie Chaplin – chœurs
- Harlem Gospel Choir – chorale sur Something for Nothing
- Charles Hodges – chœurs, piano, orgue Hammond
- Spooner Oldham – orgue Hammond
- Pino Palladino – basse
- Paul Nowinski – basse, alto, viole de gambe
- Pierre DeBeauport – guitare acoustique
- Kevin Batchelor – trompette
- Ben Cauley – trompette
- Clifton Anderson – trombone
- Jack Hale – trombone
- Charles Dougherty – saxophone ténor
- Lannie McMillan – saxophone ténor
- Jim Horn – saxophone baryton

## Classements hebdomadaires
| Classement (2015)                  | Meilleure position |
| ---------------------------------- | ------------------ |
| Allemagne (Media Control AG)       | 3                  |
| Australie (ARIA)                   | 15                 |
| Autriche (Ö3 Austria Top 40)       | 1                  |
| Belgique (Flandre Ultratop)        | 8                  |
| Belgique (Wallonie Ultratop)       | 8                  |
| Canada (Canadian Albums)           | 11                 |
| Danemark (Tracklisten)             | 8                  |
| Espagne (Promusicae)               | 12                 |
| États-Unis (Billboard 200)         | 11                 |
| Finlande (Suomen virallinen lista) | 25                 |
| France (SNEP)                      | 7                  |
| Italie (FIMI)                      | 7                  |
| Norvège (VG-lista)                 | 4                  |
| Nouvelle-Zélande (RIANZ)           | 5                  |
| Pays-Bas (Mega Album Top 100)      | 4                  |
| Portugal (AFP)                     | 14                 |
| Royaume-Uni (UK Albums Chart)      | 7                  |
| Suède (Sverigetopplistan)          | 7                  |
| Suisse (Schweizer Hitparade)       | 4                  |